# دوناس رنچ
دوناس رنچ  (به انگلیسی: Donna's Ranch) یک روسپی‌خانه در ایالات متحده است که در ایالت نوادا ، ایلکو کانتی ، شهر ولز قرار دارد .

## پیشینه روسپی‌خانه
این روسپی‌خانه مهمانسرایی بود که کارگران ساخت راه‌آهن اوقات استراحت خود را در آن می‌گذرادند ، مزرعه‌ای در نزدیک مهمانسرای راه‌آهن بود که گاوچران‌ها چارپایان خود را در آن معامله می‌کردند . مزرعه‌داران محلی تعداد از احشام خود را وقف مزرعه رنچ کردند . در طول رکود بزرگ مزرعه به غذای مردم کمک کرد . مالکیت این مزرعه در اواسط قرن بیستم در اختیار جک دمپسی قهرمان بوکس بود  ، سپس به امیلی و کنت مریل رسید و آنها در سال ۱۹۹۹ مزرعه را به جف آرنولد فروختند . روسپی‌خانه در جریان زمین‌لرزه ۲۰۰۸ و سیل مهیب ۲۰۱۷ آسیب زیادی دید .

## شعب دیگر
در سال ۲۰۱۱ دوناس رنج یک شعبه دیگر در بتل مونتاین در لندرکانتی به نام سابق دوناس رنچ یعنی کالیکو افتتاح کرد .